# Нові Санжари
Нові́ Санжа́ри — селище в Україні, адміністративний центр Новосанжарської селищної громади Полтавського району Полтавської області. Населення становить 7 902 мешканців (2022). До 2017 року орган місцевого самоврядування — Новосанжарська селищна рада. 

## Географія
Селище Нові Санжари розташоване за 35 км від обласного центру, на берегах річки Ворскла (в основному на правому березі), в місці впадання в неї річки Ворона (назва річки Полузір'я в нижній течії), вище за течією на відстані 2,5 км лежить село Кунцеве, нижче за течією на відстані 0,5 км розташоване село Забрідки, вище за течією річки Ворона примикає село Лелюхівка, на лівому березі річки Ворскла на відстані 0,5 км розташовані села Зачепилівка та Клюсівка. Річка Ворскла в цьому місці звивиста, утворює лимани, стариці та заболочені озера. Найвища географічна точка Нових Санжар — місце, де розташована альтанка Святої Покрови. За 2 км від селища пролягає автошлях міжнародного значення М22E584, за 7 км знаходиться найближча однойменна залізнична станція.

### Клімат
| Клімат Нових Санжар       | Клімат Нових Санжар | Клімат Нових Санжар | Клімат Нових Санжар | Клімат Нових Санжар | Клімат Нових Санжар | Клімат Нових Санжар | Клімат Нових Санжар | Клімат Нових Санжар | Клімат Нових Санжар | Клімат Нових Санжар | Клімат Нових Санжар | Клімат Нових Санжар | Клімат Нових Санжар |
| Показник                  | Січ.                | Лют.                | Бер.                | Квіт.               | Трав.               | Черв.               | Лип.                | Серп.               | Вер.                | Жовт.               | Лист.               | Груд.               | Рік                 |
| Середній максимум, °C     | −2,5                | −1,6                | 3,5                 | 13,8                | 21,2                | 24,8                | 26,5                | 26,0                | 20,5                | 12,6                | 4,7                 | 0,2                 | 12                  |
| Середня температура, °C   | −5,7                | −4,8                | 0,0                 | 9,0                 | 15,7                | 19,3                | 20,9                | 20,2                | 15,0                | 8,1                 | 1,8                 | −2,5                | 8                   |
| Середній мінімум, °C      | −8,8                | −8                  | −3,4                | 4,2                 | 10,3                | 13,9                | 15,4                | 14,5                | 9,5                 | 3,7                 | −1,1                | −5,2                | 3                   |
| Норма опадів, мм          | 43                  | 38                  | 33                  | 40                  | 44                  | 60                  | 61                  | 45                  | 41                  | 41                  | 43                  | 47                  | 536                 |
| ------------------------- | ------------------- | ------------------- | ------------------- | ------------------- | ------------------- | ------------------- | ------------------- | ------------------- | ------------------- | ------------------- | ------------------- | ------------------- | ------------------- |
| Джерело: climate-data.org |                     |                     |                     |                     |                     |                     |                     |                     |                     |                     |                     |                     |                     |

## Назва
Історичні джерела засвідчують, що слово Санжари тюркського походження і у перекладі означає «урочище» або «брід».
Віра Жук посилається на твердження полтавських істориків Арандаренка та Грановського, що, після походу до Європи, Батий взимку 1242—1243 років розмістив частину своїх військ по Ворсклі, поблизу сучасної Полтави та її околиць, серед інших місць і на землях колишнього Новосанжарського району. Так і виникла назва Сан-Чарів (Сан-Джарів) брід (з тюркської), а, пізніше, — і назви поселень Старі та Нові Санжари.
Існує також версія, що назва «Санжари» походить від тюркського слова «Санджак», що означає «прапор, знамено, штандарт», бо кожен загін, який нападав на поселення, мав свій знак-символ. Деякі вчені перекладають назву селища як «Збір під прапором».

## Історія
Археологи також знайшли сліди скіфських поселень та сарматські поховання. Це свідчить про те, що територія Нових Санжар була частиною великих культурних та етнічних процесів, пов'язаних із кочовими народами, які населяли українські степи.
Поселення засновано у 1243 році, коли татарське військо зимувало на березі річки Ворскли. На поселенні були юрти в яких жило військо.
Вважається, що Нові Санжари були засновані вихідцями зі Старих Санжар. Це поширений феномен у середньовічній історії, коли нові поселення виникали внаслідок розростання або переміщення існуючих.
У колишньому хуторі Маджари проживали козаки. Назва свідчить про угорські корені. Угри (мадяри, мажари) Були складовою частиною ще у Великій Булгарії VII століття до якої входила наша Полтавщина. У 667 р. після смерті хана-баятавара Кубрата розпалася, то частина булгарських орд пішла на захід Придунав'я, Балкани. 1. Болгарське царство, частина — заклала підвалини Волзької Булгарії а син К. Бат-Боян заснував Чорну Б. з центром у Києві, орда угрів залишилась у Приазов'ї, частина поширила свою владу на півдні України. Їх державно-племінне об'єднання мало назву Мебедія (у світі мало назву Маджарія)
За історичними дослідженнями, заселяти землі, де нині розташовані Нові Санжари, почали в давнину. 2000 року селище відзначило своє 900-річчя. Вважається, що Нові Санжари засновано вихідцями зі Старих Санжар.
Новосанжарська фортеця виникла у період із 1636 по 1637 рік. Входила в єдину фортифікаційну систему укріплень Речі Посполитої проти татарських нападів (туди ж входив Кременчук та ряд інших фортець).
Значним поселенням Нові Санжари стали за Богдана Хмельницького. 1672 року Нові Санжари мали стратегічне значення як передовий військовий пост у битві загонів Запорозької Січі та Білгородської орди.
У зоні бойових дій опинилися Нові Санжари і тоді, коли війська Карла XII увійшли в Україну.
Вперше Санжари згадані в історичних джерелах 1636 р. На карті Г. Л. де Боплана (другаа чверть XVII століття) уже показано населений пункт Санжарів Новий.
Входив до Черкаського староства. У 1653 р. згадана слобідка Нові Санжари в приналежності до Полтавського полку. У 1661—1663 роках Нові Санжари входили до складу Кременчуцького полку.
Під час Полтавської компанії Північної війни тут базувався зі своїм військом кошовий отаман Кость Гордієнко. 28 червня 1709 року, вранці, у Нових Санжарах зупинявся на короткий відпочинок Карл XII та Іван Мазепа під час відступу.
Отамани городові новосанжарські Полтавського полку доби Гетьманщини. (1654—1765)
- Андрієнко Федір (? — 1654 ?)
- Самуй (Смиша) Дацько (? – 1668.07 — 1670.07.25 ?)
- Лісняк (Лисняченко) Михайло (? — 1676.06.20 ?)
- Слиш Данило (? — 1682.11.10 ?)
- Лещенко Василь (? — 1682 ?)
- Вайла (Вайло?) Іван (1684.03)
- Іванович Григорій (? — 1693.09 ?)
- Гриценко Мусій (? — 1700.01 ?)
- Іванович Василь (? — 1700 ?)
- Шимберн Лаврін (? — 1710.06 ?)
- Кириченко Іван (? — 1710.10.24 ?)
- Кущ Яків (? — 1716.02 ?)
- Корбак (Коробак) Яків (1716.10)
- Кущ Яків (? — 1718 ?)
- Ковпак Миско (1718.08.01)
- Бич (Биченко, Ященко) Григорій Йосипович (? — 1718.08.01 ?)
- Погорілий Яким (? – 1720)
- Рой Кирило (? — 1720.06.03 ?)
- Костенко Матвій (1720 — 1722)
- Бич (Биченко, Ященко) Григорій Йосипович (1723)
- Красник Андрій (1724)
- Бич (Биченко, Ященко) Григорій Йосипович (1725)
- Погорілий Андрій (1725 ?)
- Мелещенко Герасим Якович (? — 1727 ?)
- Писаренко Федір (1732 — 1737 ?)
- Бридун Яким (1736)
- Індутний Михайло (1737 або 1740 — 1748.02.19 ?)
- Новохацький Василь (1748.11.04 — 1749.06.12 ?)
- Титкович Іван (? — 1749.12.05 ?)
- Індутний Михайло (1750.09.24 — 1752.08.09 ?)
- Ольховський Ілля (? — 1756)
- Індутний Конон Михайлович (1765.04.17 — 1757.01.30 ?)
- Прогноєвський Федір (1757.04.17)
- Лоєвський Стефан (1757 — ?)
- Іскра-Непра Кузьма (? – 1758.08.28-1765)[6]

Товариші сотні Новосанжарської Полтавського полку (XVII століття)
1666 рік:
- Криштоп Старий
- Тетіївський Юхим
- Масенко Луцик
- Гребеник Іван (1666—1670)

1670 рік:
- Клюс Андрій
- Павленко Грицько
- Гавриленко Євтух
- Стовпець Тимуш

1683 рік:
- Дмитренко Жадан
- Бегун Семен
- Швець Стефан[7]

Писарі сотенні та городові Новосанжарської сотні Полтавського полку (1654—1765)
Городові:
- Кущинський Іван Якович (Іван Ященко) (1710—1718)
- Іршавський Олександр (1756)

Сотенні:
- Слабневич Гриско (Грицько?) (? — 1654 ?)
- Лук'янович Криско (? — 1676 ?)
- Семенович Василь (? — 1682 ?)
- Васильович Андрій (? — 1700.01 ?)
- Кущинський Іван Якович (Іван Ященко) (1720-1732)
- Іван Васильович (1733 — 1734)
- Семенович Василь (? — 1740)
- Бурянський Іван (1740 — 1743.26.02 ?)
- Писаренко Федір (? — 1741.02 ?)
- Роменський Василь (? 1745.13.12 — 1748.19.02 ?)
- Данило Опанасович (? 1748.4.11 — 1752.9.08 ?)
- Іршевський (Іршавський?) Олександр (? – 1756 — 1760.16.03 ?)
- Орановський Григорій (1761, за писаря, 1762—1765 ?)[8]

У книзі Реєстри Полтавського полку 1654 року (упорядники О. Алфьоров, О. Монькін, видання 2017 року) на сторінці 184 виявлено ряд неточностей: Бич Григорій Йосипович насправді Ященко, а не Ющенко — (ІР НБУ — Ф. 1 — №51960-52194. — Арк 51зв; Там само — Ф. 1 — № 51960-52194. — Арк 101; Там само — Ф. 1 — № 51960-52194. — Арк 51зв), доданий отаман городовий новосанжарський Рой Кирило (відсутній у цьому виданні, ІР НБУ — Ф. 1 — № 51960-52194. - Арк 113).
1760 року гетьман Лівобережної України Кирило Розумовський віддав Нові Санжари у спадкове і довічне володіння графу Роману Воронцову. 1764 року Нові Санжари — сотенне містечко Новосанжарської сотні Полтавського полку віднесено до Новоросійської губернії, переведено в ранг повітового міста з утворенням пікінерського полку. Новосенжарівський (Новосанжарський повіт) існував у період з 1776 по 1783 р. Далі, вже у 1783 році був перейменований в Кобеляцький повіт, а повітовий центр перенесений до міста Кобеляки. 
У 1796—1802 роках Нові Санжари перебували у складі Малоросійської губернії, з 1802 року — у Полтавській губернії.
Власне селище Нові Санжари розташоване в улоговині і оточене з трьох сторін пагорбами. Це було дуже зручне місце для виникнення поселення.
У 1811 році Новосанжарська фортеця була зруйнована за вказівкою царської влади, бо московський царизм лякало те, що Наполеон піде на Москву через Україну і знову повториться ситуація, яка була 1709 р. з Іваном Мазепою, Московському царизмові було боязко від можливого виступу українського козацтва проти колоніальної політики, тому в цей період всі фортеці в Україні були зруйновані. Наша фортеця була перетворена на підприємство з видобутку селітри. Також тут було слов'янське городище XI—XII століть. Це був період, коли князь Володимир Мономах і його нащадки укріпляли південні кордони держави по річці Ворскла і будували укріплення. На корінному правому березі річки Ворскли, у північній частині Нових Санжар, розташоване укріплене містечко, до якого примикає неукріплене селище.
У січні 1918 року проголошено радянську владу. з квітня по груень 1918 року — у складі Української Держави. У грудні 1918 року — під контролем Директорії Української Народної Республіки. У січні 1919 поновлено рад. владу. Від липня по грудень 1919 року — під контролем Збройних сил Півдня Росії.
До 1920-х років XX століття тривав спротив більшовицькій владі. Проти більшовиків у Новосанжарській волості та суміжних волостях діяли загони отаманів Писаренка, Біленького, Скриля, Георгія Дмитренка, Білоконя, П'ятака, Стефана Дмитренка, Жалія, Оборожного, Анатолія Дмитренка, Пилипа Садового, Гергеля, Лелюха, жінки-отаманші Марусі (Марусич) та інших.
З 7 березня 1923 року Нові Санжари — адміністративний центр Новосанжарського району. З липня 1925 року Нові Санжари набуло статусу селища міського типу. З лютого 1932 року до вересня 1937 р. Нові Санжари перебували у складі Харківської області.
Містечко у часи німецько-радянської війни окупували нацистські війська з 16 вересня 1941 до 23 вересня 1943 року, перебуваючи з 1 вересня 1942 до 23 вересня 1943 року у складі Полтавського ґебіту.
1933 року заснований санаторій (нині — Медичний центр «Нові Санжари»). Під час Другої світової війни тут діяв шпиталь для американських і радянських летунів, які брали участь в операції «Френтіх». З 1945 року цей заклад став діяти як бальнеологічний санаторій київського військового округу.
У період німецько-фашистської окупації гітлерівці стратили 5 мешканців, вивезли на примусові роботи до Німеччини 85, спалили 134 житлових будинки, зруйнували млин, промислові артілі, цегельний завод, МТС та маслозавод. Близько півтори тисячі новосанжарців воювали на фронтах Другої світової війни, з яких 400 загинуло. Післявоєнна відбудова була дуже продуктивною в місті. Відновлювалися артілі, деякі з них об’єдналися у великий колгосп, у 1960 році утворена деревообробна фабрика. 1957 року створена контора глибокого буріння, яка стала найбільшим промисловим підприємством району. Під час радянсько-німецької війни майже тисяча жителів селища пішла на захист рідної землі, близько 600 з них не повернулося з фронту. На їх честь в селищі споруджено пам'ятник загиблим воїнам, на центральному кладовищі є пам'ятний меморіал.
Альтанка Святої Покрови — найвища точка Нових Санжар, яка збудована у 2006 році, а відкриття відбулося 14 жовтня — в День українського козацтва Матері божої Святої Покрови. Наразі біля альтанки щороку відбуваються урочисті події. У 2007 році збудовано «міст закоханих».
2014 року на виборах президента 53 % проголосували за Порошенка, 2019-го — 81-84 % голосували за Зеленського.
5 липня 2017 року, в ході децентралізації, шляхом об'єднання Новосанжарської селищної ради та Зачепилівської сільської ради Новосанжарського району утворена Новосанжарська селищна громада. 12 червня 2020 року, відповідно до розпорядження Кабінету Міністрів України № 721-р «Про визначення адміністративних центрів та затвердження територій територіальних громад Полтавської області», затверджено склад Новосанжарської селищної громади.
17 липня 2020 року, в результаті адміністративно-територіальної реформи та ліквідації Новосанжарського району, селище увійшло до складу Полтавського району.
26 січня 2024 року в Україні набув чинності Закон № 3285-IX, який передбачає дерадянізацію адміністративно-територіального устрою України, то ж селище міського типу Нові Санжари набуло статусу селища.

### Прийом евакуйованих з Уханя
20 лютого 2020 року Нові Санжари опинились в центрі уваги через рішення влади поселити в медичному центрі евакуйованих громадян із Уханя, де спалахнула епідемія коронавірусу. Різні особи, серед яких були і приїжджі з інших міст (Кривого Рогу, Кропивницького та інших) і невелика частина місцевих жителів, перед представниками преси перекривали дороги з метою перешкодити поселенню евакуйованих, а автобуси з евакуйованими по дорозі до Нових Санжар на залізничному переїзді у селі Руденківка закидали камінням.https://poltava.to/news/54544/ Під час зіткнень постраждало 10 осіб.

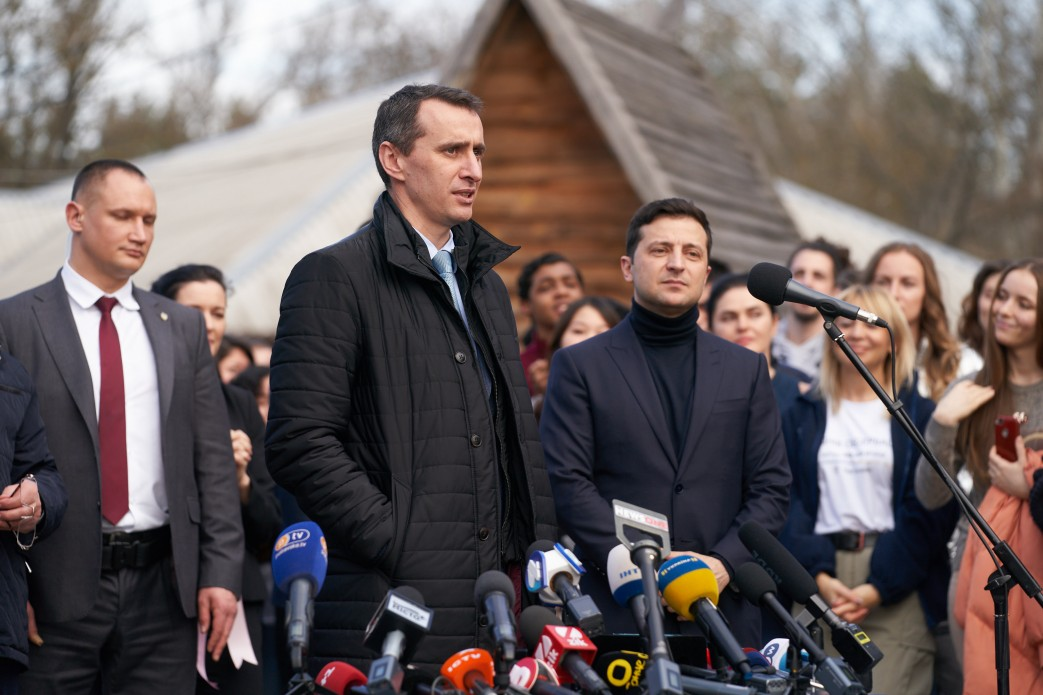
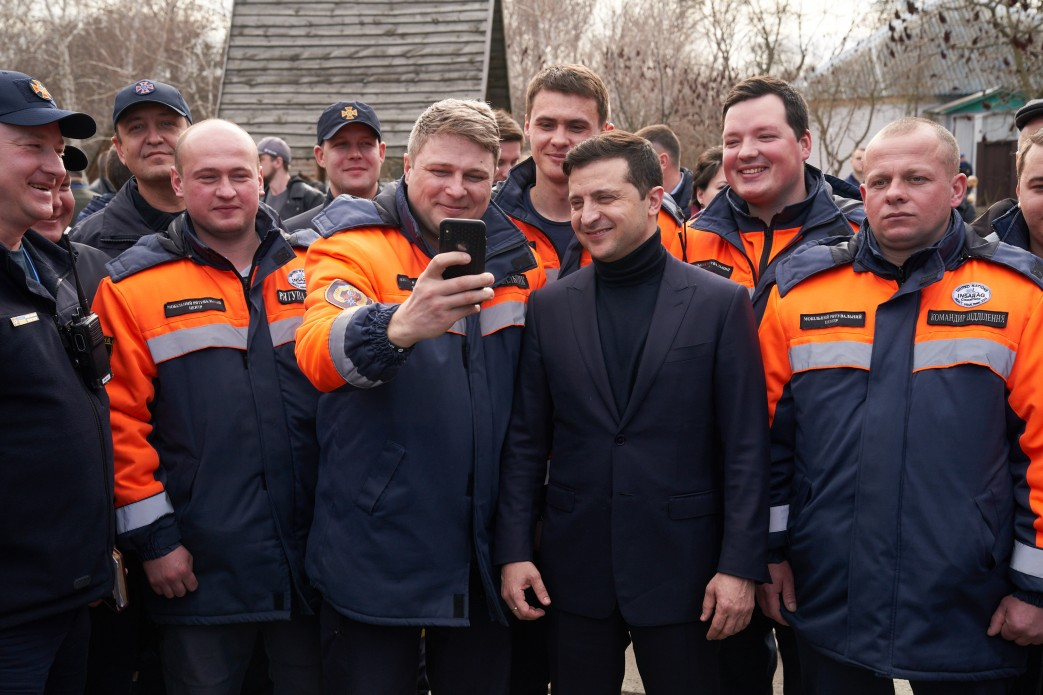

## Перейменування вулиць
вулиця Чапаєва	вулиця Автомобілістів
вулиця Комсомольська	вулиця Каштанова
вулиця Фрунзе	вулиця Курортна
вулиця Леніна	вулиця Незалежності
вулиця Піонерська	вулиця Маджарянська (Маджари – це колишній козацький хутір поблизу Нових Санжар. Хутір Маджари можна помітити на мапі 19-го ст. поблизу Нових Санжар)
вулиця Коваленка	вулиця Музична
вулиця Панфілова	вулиця Надії
вулиця Халтуріна	вулиця Івана Носенка
вулиця Забедейка	вулиця Пам'яті
вулиця Котовського	вулиця Соборності
вулиця Петровського	вулиця Святотроїцька
вулиця Свердлова	вулиця Свободи
вулиця Жовтнева	вулиця Центральна
провулок Чапаєва	провулок Автомобілістів
провулок Будьнного 	провулок Гостинний
провулок Радянський 	провулок Курортний
провулок Червоноармійський	провулок Лілейний
провулок Леніна	провулок Незалежності
провулок Піонерський	провулок Ромашковий
провулок Жовтневий	провулок Шкільний 
площа Леніна	площа Народна
площа Коваленка	площа Трояндова

#### Розпорядження начальника ОВА від 22.07.2024 року №416[17]
вулиця Гагаріна	вулиця Леоніда Каденюка
вулиця Горбенка	вулиця Шевська
вулиця Першотравнева	вулиця Сестер Мешко (на честь Катерини та Оксани Мешко)
вулиця Пролетарська	вулиця Віктора Андрієвського
вулиця Чкалова	вулиця Антона Головатого
Дубініна Володі	провулок Іллі Писаренка
провулок Комунарський	провулок Івана Богуна
провулок Курченко Надії	провулок Мусія Кононенка
провулок Пролетарський	провулок Григорія Сиротенка
провулок Пушкіна	провулок Якова Корицького
провулок Чкалова	провулок Антона Головатого

## Громадські організації
14 липня 2013 року в Нових Санжарах був створений осередок молодіжної ГО «Сокіл», головним партнером якого є політична партія ВО "Свобода"

## Населення
У селищі станом на 1 січня 2010 року — працездатного населення — 3600 осіб, пенсіонерів — 2677, студентів — 593, учнів — 1006, дошкільнят — 444

### Національний склад
Згідно з переписом населення від 5 грудня 2001 року в селищі проживають представники 17 національностей.
| Національність | Кількість | Національність | Кількість |
| -------------- | --------- | -------------- | --------- |
| українці       | 7674      | осетини        | 2         |
| росіяни        | 404       | молдавани      | 2         |
| білоруси       | 21        | греки          | 2         |
| вірмени        | 13        | естонці        | 1         |
| поляки         | 8         | туркмени       | 1         |
| німці          | 7         | угорці         | 1         |
| татари         | 3         | башкири        | 1         |
| азербайджанці  | 3         | корейці        | 1         |
| болгари        | 2         |                |           |

### Мова
Розподіл населення за рідною мовою за даними перепису 2001 року:
| Мова            | Кількість | Відсоток |
| --------------- | --------- | -------- |
| українська      | 7754      | 95.19%   |
| російська       | 358       | 4.39%    |
| вірменська      | 14        | 0.17%    |
| білоруська      | 9         | 0.11%    |
| польська        | 3         | 0.04%    |
| інші/не вказали | 8         | 0.10%    |
| Усього          | 8146      | 100%     |

## ЗМІ
Новосанжарська редакція видає часопис районного значення «Світлиця». Районна редакція радіомовлення видає часопис «Наша районка». Виходить друком газета «ЕХО». Також діє типографія.

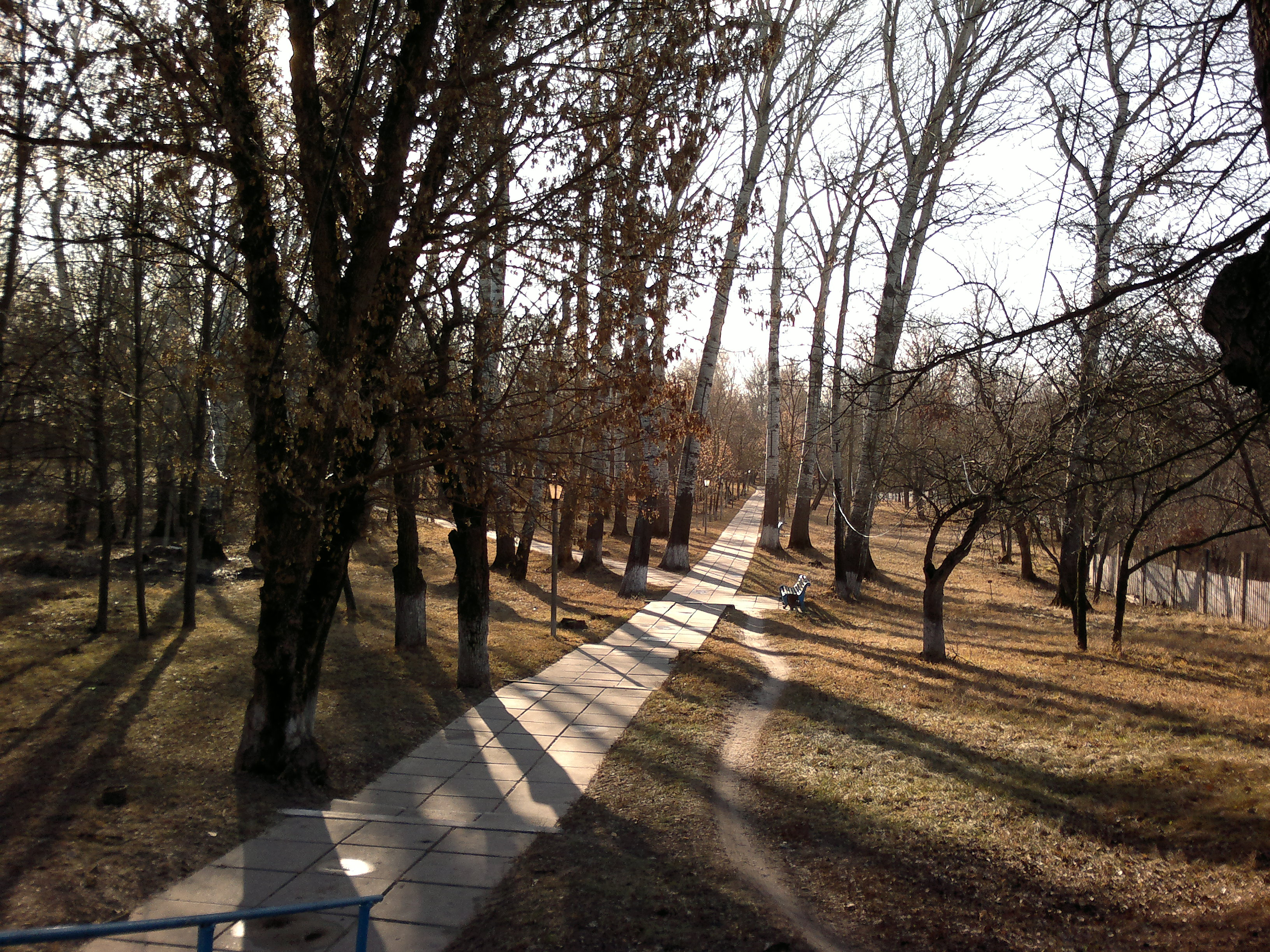
Парк поблизу санаторія

## Інфраструктура

### Житлово-комунальна сфера
В селищі налічується 102 вулиці і провулки, 3600 подвір'їв, 51 багатоквартирний будинок, вісім парків, лісопарків, скверів. Діє районний вузол зв'язку, поштове відділення, служба таксі.

### Банківські відділення та банкомати
Сфера фінансових послуг у селищі представлена п'ятьма банками: ПриватБанк, Полтава-Банк, Райффайзен банк Аваль, Ощадбанк, Креді Агріколь Банк.

### Оздоровлення та спорт
Візитною карткою Нових Санжар є Медичний центр «Нові Санжари» Національної Гвардії України. Саме завдяки йому люди з усієї України дізнають про красоти Нових Санжар і Ворскли. Медичний центр орієнтований насамперед на лікування шлункових захворювань завдяки мінеральній воді.
В селищі діють: стадіон «Нові Санжари», стадіон «Дружба», футбольний майданчик із штучним покриттям, шахово-шашковий клуб імені Івана Джалого, чотири спортивних зали, п'ять спортивних майданчиків в місцях відпочинку.
Також діють Будинок відпочинку матері і дитини, санаторій-профілакторій «Антей», пансіонат «Нові Санжари», дитячо-юнацький оздоровчий табір санаторного типу «Буревісник», оздоровчі табори «Орлятко», «Зміна», «Фонтан», «Костер».

### Освіта
Наразі в селищі Нові Санжари діє Новосанжарський навчально-виховний комплекс, два дитячі садки, районна бібліотека, кінотеатр, дитячо-юнацька спортивна школа, клуб. Новосанжарський НВК займає одне з перших місць за рівнем освіти учнів в області, про що свідчать призові місця на обласних олімпіадах, конкурсах Малої Академії наук та інших конкурсах.

## Релігія
У Нових Санжарах діє Свято-Троїцький храм УПЦ, церква Преображення Господнього ПЦУ, церква християн-баптистів «Благовістя Христа», Церква адвентистів сьомого дня.

## Транспорт

Автостанція «Нові Санжари»

Нові Санжари знаходяться за 7 км від однойменної залізничної станції та 2 км від автошляху міжнародного значення М22E584 (Суми — Полтава — Олександрія — Кропивницький), яка пролягає через сусіднє  село Лелюхівка, що примкає до селища Нові Санжари. Звідси до Полтави — 36 км, до Кременчука — 78 км. Автобусне сполучення селище має з Дніпром, Кам'янським, Харковом, Лубнами, Лохвицею, Кобеляками тощо.

## Пам'ятники та визначні місця
На честь 200-річчя Полтавської битви селищна громада ухвалила рішення про спорудження в Нових Санжарах пам'ятника, який було відкрито 27 червня 1909 року. Під час громадянської війни пам'ятник зник. У жовтні 1965 році, під час будівництва крамниці в центрі селища, новосанжарські будівельники відкопали пам'ятник. За ухвалою селищної ради його було встановлено на розі вулиць Центральної та Слюсарної у мальовничому сквері.
| Назва                                                                                    | Розташування                                  | Дата встановлення | Фото | Короткі відомості |  |
| Пам'ятник Тарасу Шевченку                                                                | парк Перемоги                                 | 2001              |      | |  |
| Воїнам, полеглим під час Другої світової війни                                           | вулиця Центральна                             | 1970              |      | |  |
| Пам'ятник «Слава праці селянина»                                                         | поблизу ринка, Комунальний провулок           |                   |      | |  |
| Пам'ятний знак на місці зупинки козацького війська                                       |                                               |                   |      | Вигравіювано пам'ятний напис: «Тут зупинялося козацьке військо на чолі з легендарним гетьманом України Іваном Мазепою під час Полтавської битви (1709)» |  |
| Пам'ятник українським козакам                                                            | вулиця Маджарянська, поблизу підвісного мосту | 23 вересня 2000   |      | Вигравіювано пам'ятний текст: «Козакам, загиблим за волю України у 1709 році на території Новосанжарського району»                                      |  |
| Пам'ятний знак на честь новосанжарців, учасників ліквідації аварій на Чорнобильській АЕС | вулиця Центральна                             | 1999              |      | |  |
| Пам'ятний знак жертвам Голодомору 1932—1933 р.                                           | вулиця Незалежності                           | 2004              |      | |  |
| Пам'ятник на честь 200-річчя Полтавської битви                                           | вулиця Центральна (сквер Полтавської битви)   | 27 червня 1909    |      | |  |
| Пам'ятний знак Воїнам-афганцям                                                           | парк Перемоги                                 |                   |      | |  |
| Бойова Машина Піхоти БМП-1                                                               | парк Перемоги                                 | 2013              |      | Встановлена на честь учасників бойових дій в Афганістані та на територіях інших держав                                                                  |  |

Неподалік від селища розташований ентомологічний заказник місцевого значення «Тетянин Гай».

## Особистості
Уродженці селища:
- Гапон Юрій Якович (1912—1986) — український радянський графік і педагог.
- Гененко Анатолій Тимофійович (нар. 1927) — український прозаїк.
- Гененко (Базарнова) Марія Антонівна (1924—2023) — українська науковиця-гематолог, діагност, доктор медичних наук.
- Головатий Антін Андрійович (1732 або 1744—1797) — козацький кошовий отаман, полковник Самарської паланки, бригадир Російської імператорської армії, командувач Чорноморської козацької флотилії.
- Забедейко Павло Петрович (1894 —1920) – адвокат, голова новосанжарського волревкому, член партії РСДРП (меншовик).
- Деряжний Федір Іванович (1914—1976) — український радянський живописець.
- Іванов Сергій Олексійович (1988—2018) — старший сержант Збройних сил України, учасник російсько-української війни.
- Каплуновський Самсон Павлович (1896—1972) — вчений в галузі кормовиробництва, завідувач наукового відділу Асканія-Нова.
- Мокляк Олександр Сергійович (1986—2015) — солдат Збройних сил України, учасник російсько-української війни.
- Пасічний Віталій Андрійович (1921—2003) — український радянський архітектор.
- Прокопович Андрій Семенович (1756—1826) — український освітній та релігійний діяч, краєзнавець.
- Сиротенко Григорій Тимофійович (1888—1925) — український політичний діяч, міністр юстиції УНР (січень-лютий 1919 р.), в.о. військового міністра УНР (лютий, квітень — липень 1919 р.).
- Сокол Володимир Іванович (нар. 1942) — український графік-плакатист.